# محطة السور العظيم

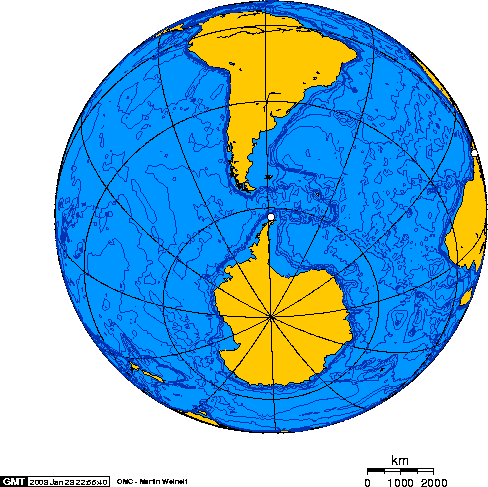

محطة الصور العظيم (حروف صينية مبسطة: 长城站; حروف صينية تقليدية: 長城站; بن-ين: Chángchéng Zhàn) هي أول محطة بحوث صينية في أنتاركتيكا.
المحطة موجودة على جزيرة الملك جورج، 2.5 كيلومتر من محطة الرئيس ادواردو فري مونتالفا الشيلية، و 960 كيلومترا من رأس هورن.
المحطة تم بناؤها على الجليد والصخور الحرة على بعد نحو 10 مترا فوق مستوى سطح البحر. في الصيف، يبقى فيها ما يصل إلى 40 شخصا، في الشتاء، ينخفض العدد إلى 14.
قد افتتحت المحطة يوم 20 فبراير، 1985.